# 科里·贝克
科里·拉维昂·贝克（英語：Corey Laveon Beck，1971年5月27日—），美国NBA联盟前职业篮球运动员。